# Kasterlee
Kasterlee (fr. Casterlee) – miejscowość i gmina (gemeente) w Belgii, w Regionie Flamandzkim, w prowincji Antwerpia, w okręgu Turnhout. 1 stycznia 2024 roku liczyła 19 648 mieszkańców. Przez Kasterlee przepływa rzeka Kleine Nete.

## Podział administracyjny
W skład gminy wchodzą dwie dzielnice (deelgemeente):
- Lichtaart (Lichtaert)
- Tielen

## Współpraca
Miejscowość partnerska:
- Plaffeien, Szwajcaria[2]